# Peter Fischer (Fußballspieler)
Peter Fischer (* 11. Januar 1930) war Fußballspieler in der DDR-Oberliga, der höchsten Spielklasse des DDR-Fußball-Verbandes. Er spielte dort für die BSG Fortschritt Meerane und den SC Motor Karl-Marx-Stadt.

## Sportliche Laufbahn
In der Saison 1953/54 gab Fischer mit dem Aufsteiger Fortschritt Meerane sein Debüt in der DDR-Oberliga. Die Meeraner konnten sich zwei Spielzeiten lang in der Eliteliga halten. In dieser Zeit wurden 54 Punktspiele ausgetragen, Fischer bestritt 51 Begegnungen. In der Saison 1953/54 wurde er mit 15 Treffern Torschützenkönig seiner Mannschaft und landete in der Oberliga-Torschützenliste auf Rang drei. 1954/55 kam Absteiger Meerane nur auf 13 Tore, mit sieben Treffern erzielte Fischer mehr als die Hälfte.
Vier Spieltage vor Ende der Saison 1956, die erstmals in Kalenderjahr-Rhythmus ausgetragen wurde, bestritt Fischer sein erstes Spiel für den SC Motor Karl-Marx-Stadt. In der Oberliga-Partie am 14. Oktober SC Motor – SC Rotation Leipzig (2:0) wurde er als halblinker Stürmer eingesetzt und führte sich mit seinem Treffer zum 2:0 erfolgreich ein. Er kam auch in den restlichen Punktspielen der Saison zum Einsatz, konnte aber kein weiteres Tor erzielen. 1957 gehörte Fischer von Saisonbeginn an zum Stammaufgebot der Karl-Marx-Städter. Zehn Spiele lang setzte ihn Trainer Walter Fritzsch weiter als Stürmer ein. Fischer gelang jedoch nur ein Tor, und da wegen des Ausfalls dreier Stammspieler in der Rückrunde die Mannschaft umgestellt werden musste, wurde er zum Mittelfeldspieler umfunktioniert. Auf diese Weise kam er 1957 noch auf 24 Punktspieleinsätze und vier Tore, der SC Motor stieg aber in die I. DDR-Liga ab.
Der neue Trainer Fritz Wittenbecher versuchte es in der Zweitligasaison 1958 mit Fischer zunächst wieder als Stürmer, als nach dem 8. Spieltag aber Hans Höfer die Mannschaft übernahm, rückte Fischer wieder in das Mittelfeld zurück. In dieser Spielzeit kam er zu keinem Torerfolg, und da es bei der gesamten Mannschaft an Treffsicherheit mangelte, stieg sie binnen eines Jahres ein weiteres Mal ab und musste 1959 in der II. DDR-Liga drittklassig spielen. Wieder versuchte es Trainer Höfer anfangs mit Fischer im Angriff, doch noch vor Ende der Hinrunde wurde er für den Rest der Saison wieder im Mittelfeld eingesetzt. Der SC Motor schaffte die sofortige Rückkehr in die I. DDR-Liga. Die Ligasaison 1961/62, die wegen der Rückkehr zum Sommer-Frühjahr-Rhythmus über 39 Runden lief, ging Fischer als 31-Jähriger an. Mit nur elf Punktspieleinsätzen verlor er seinen Stammplatz, vom 20. Spieltag an wurde er überhaupt nicht mehr in der 1. Mannschaft eingesetzt. Während der SC Motor die Rückkehr in die Oberliga feiern konnte, nahm Fischer nach über 100 Punktspielen für den SC Motor Karl-Marx-Stadt und insgesamt 79 DDR-Oberliga-Einsätzen mit 27 Toren Abschied vom Leistungsfußball im DDR-Fußball.